# Richard Ellis (Mediziner)
Richard White Bernhard Ellis OBE FRCP (* 25. August 1902 in Leicester; † 15. September 1966 in London) war ein britischer Pädiater.

## Werdegang und Werk
Richard Ellis studierte an der Leighton Park School und am King’s College in Cambridge. Seine medizinische Ausbildung absolvierte er 1926 am Londoner St Thomas’ Hospital. Die Ausbildung zum Facharzt für Pädiatrie erhielt er in den Vereinigten Staaten am Children’s Hospital in Boston bei Kenneth Blackfan. Danach ging Ellis wieder zurück nach London, wo er am Guy’s Hospital arbeitete.
Während des Zweiten Weltkriegs diente Ellis in Nordafrika, Italien und Belgien; zuletzt im Rang eines Wing Commanders. Nach dem Krieg erhielt Ellis 1946 eine Professur am Department for Child Life and Health der University of Edinburgh. 1952 wurde er zum Mitglied der Royal Society of Edinburgh gewählt. Aus gesundheitlichen Gründen ging er 1964 in Ruhestand und verstarb zwei Jahre später in London.
Ellis ist Autor oder Co-Autor von einer Vielzahl von wissenschaftlichen Publikationen. 1940 veröffentlichte er zusammen mit dem niederländischen Pädiater Simon van Creveld einen Artikel über eine neue Erkrankung, die beide chondroektodermale Dysplasie nannten. Später wurde diese Erbkrankheit nach ihren Erstbeschreibern in Ellis-van-Creveld-Syndrom umbenannt. Eine Anekdote besagt, dass sich die beiden Autoren im Zug zufällig trafen, als sie auf dem Weg zu einer medizinischen Tagung waren. Während des Gesprächs stellten beide fest, dass jeder von ihnen eine Veröffentlichung über die gleiche Erkrankung plante. Sie beschlossen die Veröffentlichung gemeinsam vorzunehmen. Wegen des besseren Klangs (Euphonie) und der alphabetischen Reihenfolge wurde Ellis der Erstautor.

## Veröffentlichungen (Auswahl)
- R. W. Ellis (Hrsg.): Child Health and Development. 4. Ausgabe, J. & A. Churchill, 1966.
- R. W. Ellis, R. G. Mitchell: Disease in infancy and childhood. 5. Ausgabe, E. & S. Livingstone, 1965.
- R. G. Mitchell, R. W. Ellis: Child life and health. 5. Ausgabe, Verlag Churchill, 1970, ISBN 0-7000-1478-0

- R. W. Ellis: Effects of war on child health. In: British Medical Journal. Band 1, Nummer 4544, Februar 1948, S. 239–245, ISSN 0007-1447. PMID 18898040. PMC 2089409 (freier Volltext).
- R. W. Ellis: Renal Dwarfism. In: Proceedings of the Royal Society of Medicine. Band 25, Nummer 8, Juni 1932, S. 1228–1230, ISSN 0035-9157. PMID 19988812. PMC 2184156 (freier Volltext).
- M. W. Goldblatt, R. W. Ellis: The metabolism of carbohydrate after starvation. In: The Biochemical journal. Band 26, Nummer 4, 1932, S. 991–1005, ISSN 0264-6021. PMID 16744954. PMC 1260999 (freier Volltext).
- R. W. Ellis: Some Effects of a Ketogenic Diet. In: Archives of Disease in Childhood. Band 6, Nummer 35, Oktober 1931, S. 285–292, ISSN 0003-9888. PMID 21031858. PMC 1975170 (freier Volltext).
- R. W. Ellis: Teratoma of Lung. In: Proceedings of the Royal Society of Medicine. Band 24, Nummer 10, August 1931, S. 1342–1343, ISSN 0035-9157. PMID 19988276. PMC 2182347 (freier Volltext).